# Ogawa Suketada
Pour les articles homonymes, voir Ogawa.
Ogawa Suketada est un nom japonais traditionnel ; le nom de famille (ou le nom d'école), Ogawa, précède donc le prénom (ou le nom d'artiste).
Ogawa Suketada (小川 祐忠, 1549-1601) est un daimyo du Japon féodal durant les époques Azuchi-Momoyama et Edo.
Suketada sert d'abord Akechi Mitsuhide puis Shibata Katsutoyo. Après la mort de Katsutoyo, Suketada se met au service de Toyotomi Hideyoshi. Il devient daimyo à Imabari, province d'Iyo, avec 70 000 koku de revenus. À la bataille de Sekigahara en 1600, il se trouve d'abord dans le camp de l'« armée de l'Ouest » de Ishida Mitsunari. Il trahit Mitsunari au cours de la bataille et change de camp pour se joindre à l'« armée de l'Est » de Tokugawa Ieyasu en compagnie de Kobayakawa Hideaki, Wakisaka Yasuharu, Kuchiki Mototsuna et Akaza Naoyasu. Ieyasu remporte la bataille et devient de facto le maître du Japon. Ieyasu s'empare du domaine de Suketada après la bataille.

## Source de la traduction
- (en) Cet article est partiellement ou en totalité issu de l’article de Wikipédia en anglais intitulé « Ogawa Suketada » (voir la liste des auteurs).